# Vladímir Ashkenazi
Vladímir Davídovich Ashkenazi (en ruso: Влади́мир Дави́дович Ашкена́зи; Gorki, 6 de julio de 1937) es un pianista y director de orquesta islandés de origen ruso. Desde 1978 vive en Meggen, cantón de Lucerna, Suiza.

## Biografía

### Pianista
Áshkenazi nació en Nizhny Nóvgorod que entonces se llamaba Gorki (URSS), en una familia de padre judío askenazí y madre rusa ortodoxa. Empezó sus estudios a los seis años. A los 18 años de edad entra al Conservatorio Chaikovski de Moscú para estudiar con Lev Nikoláyevich Oborine. Graduado en el Conservatorio de Moscú, ganó el segundo premio en el Concurso Internacional de Piano Frédéric Chopin en Varsovia en 1955, detrás del pianista polaco Adam Haraziewitz. Al año siguiente gana el primer premio en el Concurso Reina Elisabeth en Bruselas de 1956. Estos galardones le abrieron las puertas para que las autoridades soviéticas le permitieran actuar en occidente. Su consagración definitiva vino en 1962 cuando compartió el primer premio en el Concurso Internacional Chaikovski con el pianista británico John Ogdon.
Con 26 años, Ashkenazi abandonó la URSS y se refugió en el Reino Unido. Esa decisión le llevó luego a Islandia donde se casó y, finalmente, a Suiza, donde reside actualmente.
Tras su segundo premio en el Concurso Chopin: Deutsche Grammophon le contrató y el pianista grabó algunos discos para esa marca, tras lo cual Ashkenazi recaló en la discográfica inglesa Decca, de la que es artista exclusivo, y con la cual saltaría definitivamente a la fama tanto como pianista y director de orquesta.
Vladímir Áshkenazi es conocido por sus interpretaciones de compositores rusos y del periodo romántico. Ha grabado los 24 preludios y fugas de Dmitri Shostakóvich, El Clave Bien Temperado de Bach, las sonatas de Aleksandr Skriabin, las obras completas para piano de Rajmáninov, Frédéric Chopin y Robert Schumann, las sonatas para piano de Beethoven, así como los conciertos para piano de Mozart, Beethoven, Béla Bartók, Serguéi Prokófiev. También ha tocado y grabado música de cámara.
Poseedor de una técnica depurada y una musicalidad exquisita, su repertorio (en su faceta como solista al piano) abarca prácticamente toda la literatura pianística del clasicismo a nuestros días. Es un excelente intérprete de Mozart, Beethoven (de cuyas Sonatas para piano ha realizado una grabación integral, así como de las Sonatas para violín y piano, esta vez como acompañante de Itzhak Perlman, y de los conciertos para piano y orquesta), Prokófiev y Shostakóvich. Sin embargo, su autor predilecto es Chopin: del que ha hecho una grabación de sus obras completas considerada de referencia por la crítica.

### Director
Áshkenazi también se dedica a la dirección de orquesta. Ha sido particularmente alabado por sus grabaciones de Jean Sibelius, Rajmáninov, Prokófiev, Shostakóvich y Skriabin. Dice al respecto de esta doble ocupación: “El placer que me proporciona la dirección es el mismo que el piano. La música es indivisible. Sólo que es una forma distinta de comunicar: el piano es sólo con el público y la dirección es con el público y la orquesta. Nunca lo cambié del todo. Lo combino. Y nunca lo planeé, sucedió de una forma natural."
Ha sido el director principal de la Orquesta Filarmónica Real entre 1987 y 1994, y fue el director principal de la Orquesta Filarmónica Checa entre 1998 y 2003. En 2004 tomó el puesto de director musical en la Orquesta Sinfónica NHK.
En 1989 Ashkenazi fue testigo de la caída del régimen comunista del cual había escapado. "Era otoño de 1989 cuando, después de 26 años de ausencia, fui invitado a volver a la Unión Soviética para dirigir unos conciertos con la Royal Philharmonic», recuerda el maestro. «Justo la tarde que regresé se nos comunicó que Gorbachov iba a acudir, secretamente, al apartamento de mi padre a saludarme. Pero, al final, un emisario fue el que se acercó para presentar los respetos del señor Gorbachov y excusarle diciendo que tenía una noche muy ajetreada. ¡Y tanto que lo estaba! Al día siguiente vi por televisión que el Muro de Berlín había caído, con lo que Gorbachov tuvo que anteponer su cita con Honecker a la que tenía conmigo. Nunca lo olvidaré".
Además, es director honorífico de la Orquesta Filarmónica Real y de la Orquesta Sinfónica de Islandia, y director musical de la Orquesta Joven de la Unión Europea, a la que dirige regularmente.
El 11 de abril de 2007 se anunció su compromiso para suceder a Gianluigi Gelmetti al frente de la Orquesta Sinfónica de Sídney en enero de 2009.
También ha realizado una orquestación de la suite Cuadros de una exposición de Modest Músorgski (1982).
Mientras la dirección le ha ocupado la mayor parte de su tiempo cada temporada, Ashkenazi continúa dedicándose también al piano, dirigiendo conciertos de Mozart y Beethoven en el teclado en diversas actuaciones, y también continúa sus grabaciones pianísticas como la del concierto de piano número 3 de Rautavaara (obra encargada por él) y las transcripciones de Rajmáninov.

## Premios y reconocimientos
- 1955 Concurso Internacional de Piano Frédéric Chopin: Varsovia (segundo premio)[7]
- 1956 Concurso Reina Elisabeth de piano, Bruselas
- 1962 Concurso Internacional Chaikovski, Moscú
- Actual presidente de la Sociedad Rajmáninov.[8]

Grammy a la mejor interpretación de música de cámara.
- 1979: Beethoven: Sonatas para violín y piano
- 1982 Chaikovski: Trío con piano en la menor
- 1988 Beethoven: Tríos con piano

Grammy a la mejor interpretación instrumental solista (sin orquesta)
- 1986 Ravel: Gaspard de la Nuit; Pavane pour une Infante Defunte; Valses nobles et sentimentales
- 2000 Shostakóvich: 24 preludios y fugas, Op. 87

## Discografía selecta
- Bach: El clave bien temperado (completo). 2005 Decca
- Bach: Partitas para teclado n.º 1-6 (pf). 2009 Decca
- Beethoven: Conciertos para piano n.º 1-5; Para Elisa. Solti, CSO, Londres. Grammy a la mejor interpretación de música de cámara 1974
- Beethoven: Sonata para piano n.º 1-32. Decca
- Beethoven: Sonata para piano n.º 8, 14, 15, 17, 21, 23 & 26. Decca
- Beethoven: Sonata para piano n.º 8, 14 & 23. 1977; 1981 Decca
- Beethoven: Sonata para violín y piano n.º 5 & 9. Perlman; Ashkenazi, 1973; 1974 Decca
- Beethoven: Las sonatas para violín. Perlman, 1979 Londres; Decca. Grammy a la mejor interpretación de música de cámara 1979
- Beethoven: Tríos con piano Vol. 1 & Vol. 2. Perlman; Harrell; Ashkenazy, EMI. Grammy a la mejor interpretación de música de cámara 1988
- Brahms: Conciertos para piano n.º 1 & 2; Variaciones Haydn; Variaciones Haendel. Haitink; CGO; WPO, 1981; 1992 Decca
- Brahms & Franck: Trio con corno; Sonata para violín. Tuckwell; Perlman; Ashkenazy, 1968 Decca
- Chopin: Chopin Complete Edition. Pollini; Argerich; Ashkenazy, 1979; 1983 Deutsche Grammophon
- Chopin: Mazurcas n.º 1-59. Decca
- Chopin: Nocturnos n.º 1-21; Baladas n.º 1-4. Decca
- Chopin: Obras completas para piano solo. Decca
- Chopin: Polonesas n.º 1-16; Berceuse; Allegro. Decca
- Chopin: Preludios n.º 1-26; Sonata para piano n.º 2. 1978; 1980 Decca
- Chopin: Sonatas para piano n.º 1-3; Estudios; Fantasia. Decca
- Chopin: Sonatas para piano n.º 2 & 3; Fantasía op.49; Preludios op.28; Piezas para piano. 1980 Decca
- Chopin: Estudios n.º 1-24. 1971; 1972 Decca
- Chopin: Valses; Scherzos; Preludios. Decca
- Chopin, Debussy & Ravel: Scherzo n.º 4; Nocturno n.17; Isle joyeuse; Gaspard. 1965 Decca
- Chaikovski: Trío con piano. Perlman; Harrell; Ashkenazy, EMI. Grammy Award for Best Chamber Music Performance 1982
- Chaikovski: Obertura 1812; Capricho; Romeo e Giulietta; Francesca da Rimini. RPO, 1987; 1996 Decca
- Chaikovski: Sinfonía n.º 5; Serenata para cuerdas. Orquesta Filarmónica de San Petersburgo, 1996 Decca
- Chaikovski: Sinfonía n.º 6. Philharmonia Orchestra, 1979; 1988 Decca
- Chaikovski: Las estaciones; Piezas para piano. 1998 Decca
- Chaikovski & Chopin: Concierto para piano n.º 1; Sinfonía n.º 4. Maazel; LSO; PhO, 1963; 1978 Decca
- Chaikovski & Chopin: Concierto para piano n.º 1. Wunder; OF S.Petersburgo, 2012 Deutsche Grammophon
- Debussy & Ravel: La mer; Nocturnos; Rapsodia. Cleveland O., Decca
- Mozart: Conciertos para piano n.º 1-27. PhO, Decca
- Mozart: Conciertos para piano n.º 20, 21, 23-25. PhO, Decca
- Mozart: Conciertos para piano n.º 25 & 27. PhO, Decca
- Músorgski: Cuadros de una exposición (pf.); Cuadros (orch.). PhO, 1982 Decca
- Prokófiev: Cenicienta. Cleveland O., 1983 Decca
- Prokófiev: Conciertos para piano n.º 1-5. Previn; LSO, Decca
- Prokófiev: Conciertos para piano n.º 2 & 3. Kissin; Philharmonia Orchestra. 2009 EMI - (Grammy) 2009
- Prokófiev: Integral obras concertantes. Bell; Harrell, 1989; 1991 Decca
- Prokófiev: Romeo y Julieta. RPO, 1991 Decca
- Prokófiev: Sinfonía n.º 1, 5-7; Autumnal; Obertura. CGO; LSO; Cleveland, 1974; 1993 Decca
- Prokófiev: Sonatas para piano n.º 6, 7 & 8. 1993; 1994 Decca
- Rajmáninov: Conciertos para piano n.º 1 & 2. Thibaudet; Cleveland, 1994; 1995 Decca
- Rajmáninov: Conciertos para piano n.º 1 & 3. Previn; LSO, 1972 Decca
- Rajmáninov: Conciertos para piano n.º 1 & 4. Thibaudet; Cleveland, 1994; 1995 Decca
- Rajmáninov: Conciertos para piano n.º 1-4. Previn; LSO, Decca
- Rajmáninov: Conciertos para piano n.º 1-4; Rapsodia op.43; Variaciones Corelli; Sonata para piano n.º 2. Previn; LSO, 1970; 1985 Decca
- Rajmáninov: Conciertos para piano n.º 2 & 3; Preludios; Etudios. Previn, London
- Rajmáninov: Concierto para piano n.º 2 & 4. Haitink; CGO, 1984 Decca
- Rajmáninov: Concierto para piano n.º 2 & 4; Raps. op. 43. Previn; LSO, Decca
- Rajmáninov: Preludio op. 23, 32; Preludio op. 3 n.º 2. 1975 Decca
- Rajmáninov: Preludio op. 23, 32; Sonata para piano n.º 2. 1975 Decca
- Rajmáninov: Rarezas. 2012 Decca
- Rajmáninov: Sinfonías n.º 1-3. CGO, Decca
- Rajmáninov: Sinfonías n.º 1-3; Isla de los muertos. CGO, London
- Rajmáninov: Sonata para piano n.º 1; Variaciones Chopin. 2011 Decca
- Rajmáninov: Suites n.º 1 & 2; Etudes-Tableaux. Previn, Decca
- Rajmáninov: Tríos con piano n.º 1 & 2; Vocalise; Dream. Visontay; Lidstrom, 2013 Decca
- Rajmáninov, Prokófiev & Shostakovich: Sonata para violonchelo y piano; Quinteto con piano. Harrell; Fitzwilliam. 1984; 1988 Decca
- Ravel: Gaspard de la nuit; Pavane pour une infante defunte; Valses nobles y sentimentales. 1985 Londres. Grammy Award for Best Instrumental Soloist Performance (without orchestra) 1986
- Schubert: Tríos con piano n.º 1 & 2. Zukerman; Harrell, Decca
- Schumann: Kreisleriana; Humoreske; Estudios sinfónicos; Fantasía en do mayor op. 17. 1965; 1972 Decca
- Schumann: Estudios sinfónicos; Papillons; Arabeske. 1984; 1995 Decca
- Scriabin: Sinfonía n.º 1-3; Concierto para piano; Poema del éxtasis; Prometeo. DSO Berlin; Jablonski, 1990; 1995 Decca
- Scriabin: Son. p. n.º 1-10. Decca
- Scriabin: Vers la flamme. 2014 Decca
- Shostakóvich: Concierto para piano n.º 1-2; Sinf. n.º 9 - Jablonski; Ortiz; Ashkenazi, 1989; 1991 Decca
- Shostakóvich: Prel. y fugas n.º 1-24. Decca. Grammy Award for Best Instrumental Soloist Performance (without orchestra) 2000
- Shostakóvich: Sinf. n.º 1-15; Festival Ouv.; October; Song of the Forest. PhO; NHK; Petersburg, 1988; 2006 Decca
- Shostakóvich: Sinf. n.º 5; Sinf. de cámara. RPO, 1987; 1989 Decca
- Shostakóvich: Trios con pf. n.º 1-2; Son. viola e pf.. Visontay; Meinich; Lidström, 2015 Decca
- Stravinski, Ballets completos; Sinfonías - Dutoit; Chailly; Ashkenazi, 1984; 1995 Decca
- Stravinski, Chamber works and rarities. Dutoit; Ansermet, 1991; 1994 Decca
- Stravinski, Consagración; Sinf. en tres movimientos; Agon. DSO Berlin, 1991; 1994 Decca
- Ashkenazi, 50 Años con Decca (Edición limitada) - 50 CD, 2013 Decca
- Ashkenazi, The art of Ashkenazy - Rachmaninov; Mozart; Schubert - 1963; 1996 Decca
- Ashkenazi, Vladimir & Vovka, Fantasía rusa. Música rusa para 2 pianos - Rajmáninov; Borodin; Glinka; Scriabin; Músorgski - 2011 Decca
- Thibaudet, Concierto de Varsovia. Cleveland Orch., Decca
- Conc. p., Addinsell, Scriabin, Rachman. Ortiz; Maazel, Decca
- Grandes Pianistas del Siglo XX. Vol. 7. Philips